# 여주교도소
여주교도소는 대한민국의 교도소이다. 경기도 여주시 가남읍 양화로 107에 위치하고 있다.
현재 이곳에 수감된 주요인사로는 6억원대 뇌물수수로 대법원에서 징역형이 선고된 이청연 전 인천교육감이 수감되어 있다.

## 주요 수감자
- 승리
- 안희정
- 이청연